# Lai Tây
Lai Tây (tiếng Trung: 莱西市, Hán Việt: Lai Tây thị) là một thành phố cấp phó địa khu của địa cấp thị Thanh Đảo, tỉnh Sơn Đông, Cộng hòa Nhân dân Trung Hoa. Thành phố Lai Tây có diện tích 1522 km², dân số năm 2002 là 720.000 người, mã số bưu chính 266600, mã số điện thoại 0532. Lai Tây có 5 nhai đạo và 1 trấn. Chính quyền thành phố đóng tại nhai đạo Thủy Tập.